# Resticula vermiculus
Resticula vermiculus is een raderdiertjessoort uit de familie Notommatidae. De wetenschappelijke naam van deze soort is voor het eerst geldig gepubliceerd in 1935 door Wulfert.